# Каргапольє (смт)
Каргапо́льє (рос. Каргаполье) — селище міського типу, центр Каргапольського району Курганської області, Росія. Адміністративний центр Каргапольського міського поселення.
Населення — 8433 особи (2010, 8745 у 2002).